# Wilgotnica mała
Wilgotnica mała (Hygrocybe parvula (Peck) Murrill) – gatunek grzybów z rodziny wodnichowatych (Hygrophoraceae).

## Systematyka i nazewnictwo
Pozycja w klasyfikacji według Index Fungorum: Hygrocybe, Hygrophoraceae, Agaricales, Agaricomycetidae, Agaricomycetes, Agaricomycotina, Basidiomycota, Fungi.
Po raz pierwszy takson ten zdiagnozował w 1876 r. Charles Horton Peck nadając mu nazwę Hygrophorus parvulus. Obecną, uznaną przez Index Fungorum nazwę nadał mu w 1916 r. William Alphonso Murrill.
Synonimy:
- Hygrophorus parvulus Peck 1876
- Pseudohygrocybe parvula (Peck) Kovalenko 1988

Nazwę polską nadała w 1997 r. Barbara Gumińska.

## Morfologia
Kapelusz
Średnica 0,7–2 cm, początkowo hełmiasto sklepiony, później rozpostarty lub nieco na środku wklęsły. Jest higrofaniczny; w stanie wilgotnym brzeg prążkowany od prześwitujących blaszek, powierzchnia lepka, ochrowopomarańczowa, czasem z czerwonym odcieniem, w stanie suchym sucha i gładka, jaśniejsza – piaskowa.
Blaszki
Zbiegające, z blaszeczkami, szerokie, białe lub żółtawe (czasem z pomarańczowoczerwonym odcieniem). Ostrza równe.
Trzon
Wysokość 2–5 cm, średnica od 0,1 do 0,3 cm, zwężający się ku podstawie, prosty, czasem pofalowany, w środku pusty. Powierzchnia gładka, jedwabista, sucha.
Miąższ
Cienki, kruchy, ochrowożółty lub pomarańczowy, niezmienny, bez zapachu, o łagodnym smaku.
Wysyp zarodników
Biały, zarodniki elipsoidalne, gładkie.

## Występowanie i siedlisko
Opisano występowanie wilgotnicy małej na nielicznych stanowiskach w Ameryce Północnej i Środkowej, w Europie i Australii. W piśmiennictwie naukowym na terenie Polski do 2003 r. podano 3 stanowiska. Ma status E – gatunek zagrożony wymarciem, którego przeżycie jest mało prawdopodobne, jeśli nadal będą utrzymywać się czynniki zagrożenia. Znajduje się na listach gatunków zagrożonych także w Szwajcarii i Niemczech.
Można ją spotkać wśród traw i mchów na łąkach, pastwiskach, rzadziej w lasach. Owocniki wytwarza od sierpnia do października.